# Ctenocolum podagricus
Ctenocolum podagricus is een keversoort uit de familie bladkevers (Chrysomelidae). De wetenschappelijke naam van de soort werd in 1801 gepubliceerd door Johann Christian Fabricius als Bruchus podagricus.